# 诸重光
诸重光（1721年—1770年），字申之，号桐屿，浙江余姚人，清朝政治人物、学者。

## 生平
乾隆二十四年，诸重光以举人身份被授予中书之职，入直军机章京，得到傅文忠的赏识认可。当时正直清军王师讨伐伊犁叛乱，诸重光左右上下连夜打理文书，传宣调发，为大臣所倚重。
乾隆庚辰年，殿试高中第一甲二名进士（榜眼），授翰林院编修，曾任辰州府知府，著有《二如亭诗集》。

## 軼事
当时诸重光和好友毕沅、童凤三人都在军机处任职，管理档案和奏议。乾隆二十五年，毕沅和诸重光、童凤三人都要参加同届殿试。殿试前一天夜里，三人在军机处值夜班。诸重光和童凤二人想偷工回家准备第二天就要举行的殿试，诸重光就对毕沅说：“我们二人书法很好，明天很有可能高中，你书法不好，没什么希望，不如你做个好事，代我们二人值班一夜吧”。毕沅一口答应了他们俩的要求。诸重光和童凤便说笑着离开了，二人走后不久，陕甘总督便急送来奏折，是关于新疆屯田之事，要转交军机处。毕沅只好一个人仔细查核那份奏折，忙了一整夜，没有时间准备第二天就要举行的殿试。第二天，殿试举行，毕沅拿到卷子一看，考题就是关于新疆屯田的策问，不禁偷乐。批卷的时候，主考大臣见毕沅的卷子立论很高，非常对旨，但书法不行，就把他暂列为第四。乾隆帝亲自审卷时，对毕沅的立论非常称道，于是便驳回大臣的建议，亲自钦定毕沅为第一甲第一名（状元）(另有一說，諸重光原本是第一名，乾隆帝在欽點時看到重光的名字，其含義分明是反清復明，朱氏王朝重新光明，雖然有此含意，但是姓氏不同，明朝皇帝是此朱，而重光是姓諸葛亮的諸，因此只將之降為第二名的榜眼)。诸重光屈居第二，当诸重光和童凤知道殿试前夜的事后，都悔恨不已。
諸氏與趙翼的一段往事,載見翁方綱所著之〈甌北詩集序〉：
歲己卯、庚辰間，予與雲菘鄰居寄園舊址，日夕過從譚藝。癸未春，同校藝禮闈，夜聞君吟嘯聲，與諸桐嶼聯句至百韻，達旦相示，才氣橫溢，辟易萬夫。比出闈旬日，耳側猶作砰訇砯砉聲，欲出一二語以舉似之，而竟未得閒。